# 何榮祖
何荣祖（1221年—1300年），元朝大臣，表字继先，元成宗时中书平章政事。太原（今山西省太原市）人，金朝灭亡，徙家广平路（治今河北省邯郸市永年区东南）。
金朝贞祐间何荣祖试文法人优等补吏，后授明威将军。何荣祖世代为吏，他初为中书省吏，后任职御史台，由治书侍御史，出为山东按察使。转任安西行省参政，拜御史中丞。出为山东东西道按察使。元世祖至元二十五年（1288年），担任中书省参知政事，次年改为尚书省参知政事。桑哥专权，搜刮天下钱财，何荣祖甚为不满，称病告退。至元二十八年（1291年），桑哥事败，起为尚书右丞，昭文馆大学士，改为中书右丞。奏请召各省财政官员到京师议定赋税之法。又奏行所定《至元新格》，请改提刑按察司为肃政廉访司，确立监治之法。至元二十九年（1292年），以老病免除署事，参议中书省事。他奉旨和麦术丁裁汰官员。元成宗元贞元年（1295年），受命厘定选举之法。大德二年（1298年），拜为中书省平章政事。次年，主持奉旨主持改定《大德律令》。大德四年（1300年）择定律令三百八十条，没有颁行，何荣祖去世，谥号文宪。作品有《大畜》、《学易记》、《载道集》、《观物外篇》，都已失传。

## 延伸阅读
[在维基数据编辑]
 《元史/卷168》，出自宋濂《元史》
 《新元史/卷167》，出自柯劭忞《新元史》